# 大秦铁路
大秦铁路自山西省大同市至河北省秦皇岛市，橫贯山西、河北、北京、天津，全长653公里，是中国晋煤外运、西煤东运的主要通道之一，北煤南运的重要一环，也是目前世界上年运量最大的铁路。

## 概况
大秦铁路西起与北同蒲铁路相交的韩家岭站外，东至秦皇岛港，全长653公里（另有秦皇岛港内的连接线5公里多），是中国的国铁I级线路，沿线共设37个车站。铁路分两期建成，一期工程(韩家岭站至大石庄站)长410.8公里，于1985年1月开工，期间收到日本政府的发展援助（ODA），该工程也是七五计划中铁路建设三大重点工程之一。1988年12月28日开通运营。二期工程(大石庄站到柳村南站)长242.2公里，于1988年6月开工，1992年12月21日开通运营。铁路最初的设计能力为5000万吨/年，1997年改造后形成1亿吨/年的运送能力。
大秦铁路主要经营货物运输，尤其是煤炭运输业务，是中国西煤东运的主要通道（北通道）之一。除了主要运载山西北部的煤炭，一些来自内蒙古西部、陕西北部的煤炭也由大秦铁路运出。2003年、2004年、2005年，大秦铁路分别运送煤炭1.22亿吨、1.53亿吨、2.03亿吨，2007年达到年运量3亿吨，在晋北、蒙西煤炭外运市场中占据85%以上的市场份额。而2010年大秦铁路实现煤炭运量4亿吨的目标。
大秦铁路是目前世界上运输能力最大的专业煤炭运输线路，它采用双线电气化重载技术，配置了大馬力的机车和大载重专用货车，采用大规模的自动装卸系统和直达运输方式，依托万吨级装车站点和中国最大的煤炭接卸港——秦皇岛港，形成了完整的煤炭运输体系。大秦铁路上目前主要运行20000吨级的列车，2006年3月起，大秦在中国率先开行了重载列车，单列最大载重达2万吨以上，由4节机车共同牵引210节车厢，列车总长度达2700米。2014年4月，大秦铁路成功组织实施了由4台电力机车牵引、编组320辆、总长3971米、满载3万吨的重载试验列车。同时，大秦铁路上所使用的货车也是专为线路和秦皇岛港设计的，在港口卸煤时，列车并不停下，而是在慢速行进过程中，由翻车机自动进行卸煤。卸煤之后，列车随即通过环形线返回大同方向。
大秦铁路目前共设37个车站，目前正在实行扩能计划，将取消其中17个车站，以提高列车的行进速度。
大秦铁路原属于北京铁路局大同铁路分局，至2004年10月，原分局改组成大秦铁路股份有限公司，负责该线的运营；及後，此公司於2005年由北京鐵路局分拆至太原鐵路局，並於翌年7月在上海證券交易所上市，是繼管轄廣深鐵路的廣深鐵路股份有限公司1996年4-5月在香港及紐約上市後，中國第二條分拆上市的鐵路；但與廣深鐵路比較，大秦鐵路向外發行股份比例較少。
2010年大秦线日均开行重车88.3 列，其中2 万吨列车48.7 列，1.5 万吨4.8 列，单元万吨9.3 列，组合万吨25.5 列，日均运煤110.97 万吨，最高日运量122.03万吨。
2012年以来，大秦铁路累计运输煤炭突破45亿吨，比之前通车20多年的总运量还多12亿吨。2018年，创造建线以来最高纪录4.51亿吨，不仅远超建线初期的1亿吨设计目标，而且达到世界公认单条铁路运能极限的2.25倍。

### 用车

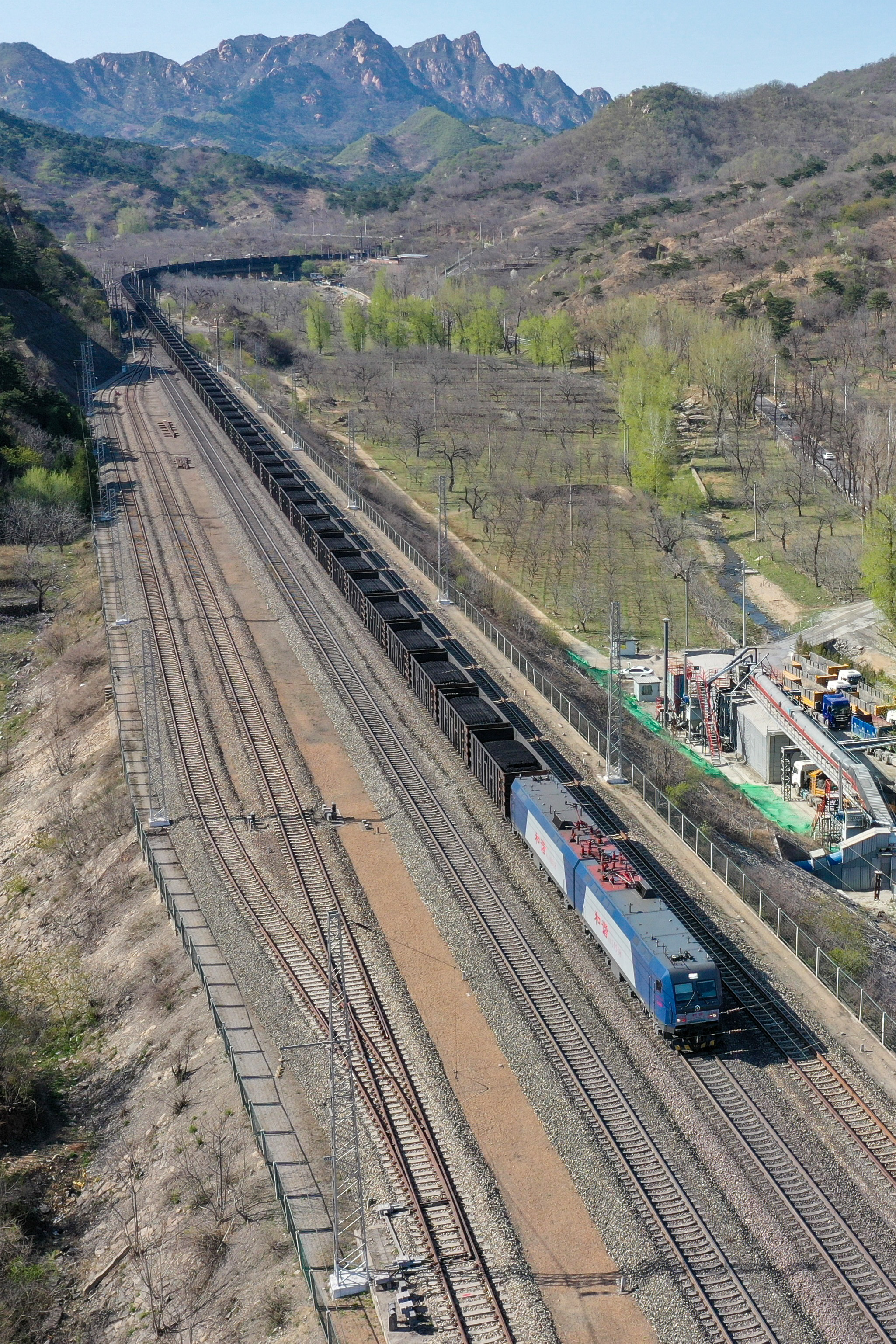
HXD1在大秦铁路上运煤

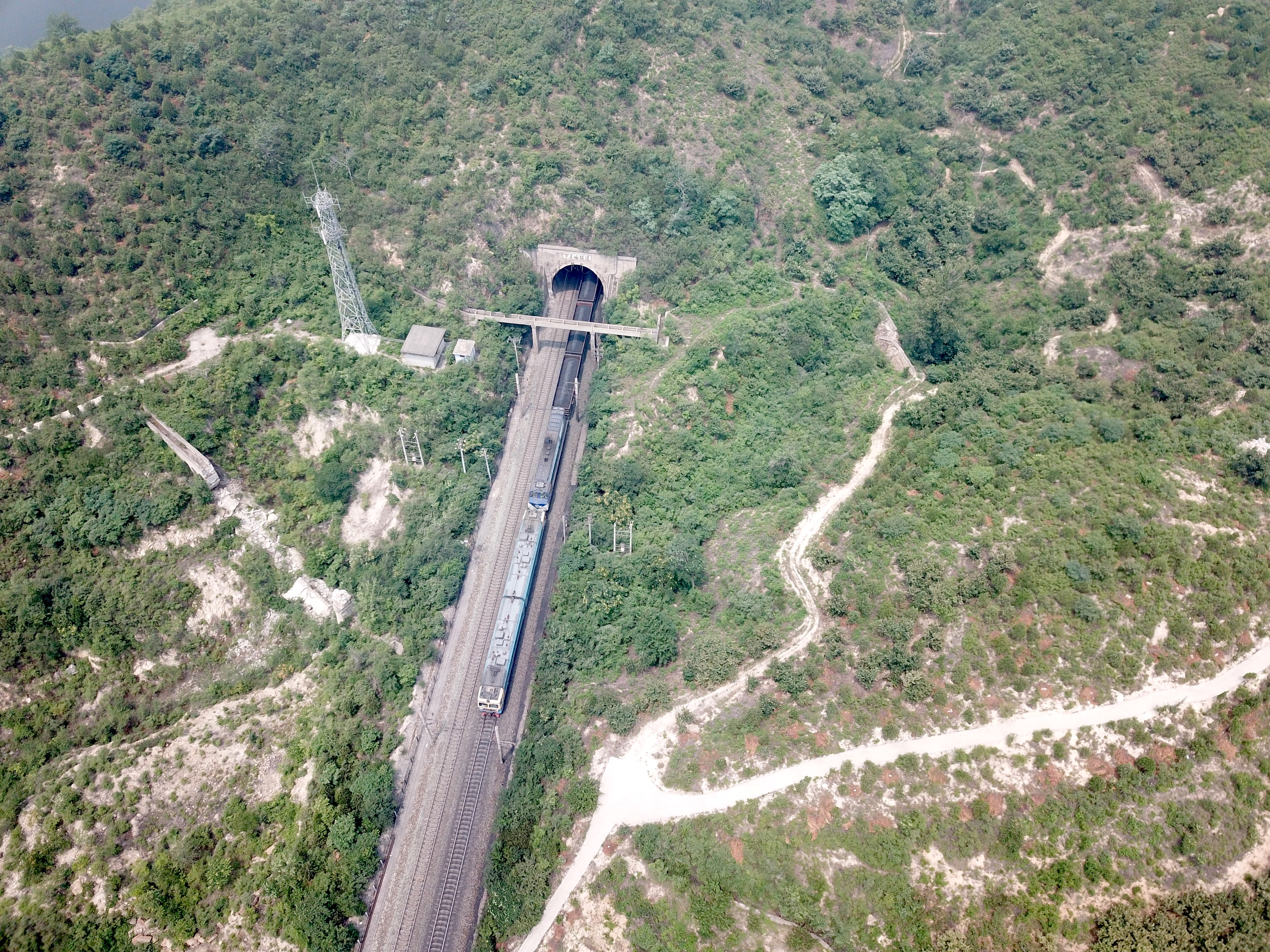
SS4在大秦铁路上运煤

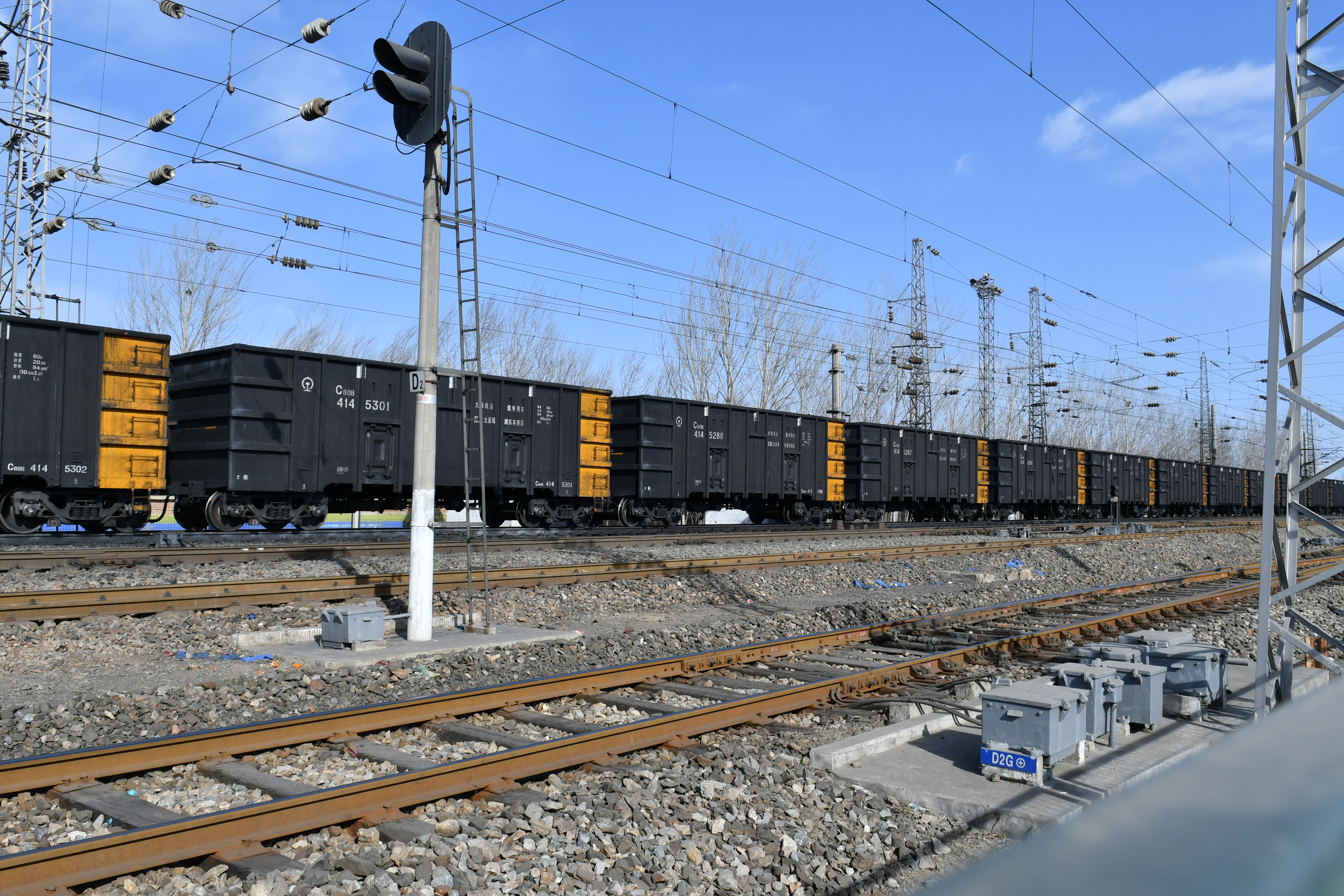
大秦铁路重载列车专用的C80B型运煤敞车

電力機車
- SS4
- HXD1
- HXD2

### 年煤炭運輸量
| 年   | 煤炭運輸量 (億公噸) |
| ---- | ------------------- |
| ...  |                     |
| 1995 | 0.2                 |
| ...  |                     |
| 2000 | 0.6052              |
| ...  |                     |
| 2002 | 1                   |
| 2003 | 1.2                 |
| 2004 | 1.53                |
| 2005 | 2.03                |
| 2006 | 2.50                |
| 2007 | 3.00                |
| 2008 | 3.40                |
| 2009 | 3.30                |
| 2010 | 4.01                |
| 2011 | 4.40                |
| 2012 | 4.26                |
| ...  |                     |
| 2018 | 4.51                |

## 重大事故
- 1990年10月4日凌晨，北京铁路局丰台机务段的ND5型0158号机车，牵引内湖云16次列车经由大秦铁路运行。0时31分，列车从云南站开车。0时35分，房子村站值班员办理内湖云14次列车的闭塞之后，未准备进路和开放信号，便与助理值班员一起打盹睡觉。0时46分，内湖云14次列车行至房子村站外停车。随后，小站线路所联系房子村站值班员办理内湖云16次列车的闭塞，但刚睡醒的值班员忘记自己未开放信号，以为内湖云14次列车已经通过，误认为闭塞区间占有指示灯是因设备故障而显示红灯，在未请示列车调度员和确认区间空闲的状情况下，擅自使用闭塞故障按钮解锁，办理了内湖云16次列车的闭塞，导致两列列车进入同一区间。凌晨1时，内湖云16次列车在大秦线K7+400处与内湖云14次发生追尾冲突，造成内湖云16次的机车及机后1~3位车辆颠覆，第4、9、14、15、18、19、20位车辆脱轨；内湖云14次尾前第1、2位车辆颠覆，第8、12、16、18、24、25位车辆脱轨；两名司机受轻伤，ND5型0158号机车报废，货车报废24辆、大破16辆、中破3辆、小破4辆，构成列车追尾重大事故[16]。
- 1996年9月2日，北京铁路局湖东机务段韶山4型0166号机车牵引大同至湖东间2258次货物列车，列车运行至大秦铁路大同南站至湖东站之间时，由于机车乘务员超劳工作、三名司机打盹，列车失去控制并惰性运行，列车在上坡道上向后溜逸，在大秦铁路御河大桥上与后续的新湖3856次货物列车相撞。新湖3856次的韶山4型0179号B节机车掉下大桥，导致两名司机死亡，机车报废。
- 2009年12月12日凌晨，两台HXD2型机车牵引一列2万吨煤炭组合列车，编组为204辆C80型敞车，运行至大秦铁路迁西站（迁西县翻鞍寨村）时列车脱轨，位于列车中部的HXD2型0175号机车颠覆，后送返大同电力机车公司大修[17]。
- 2022年4月13日，天津市蓟州区翠屏山站附近，一节货车车厢发生溜逸，与运行中的货物列车相撞，造成17辆货车脱线，其中11辆及HXD1型0166號B節機車坠落铁路桥下，导致大秦铁路中断行车，无人员伤亡[18]。

## 画廊

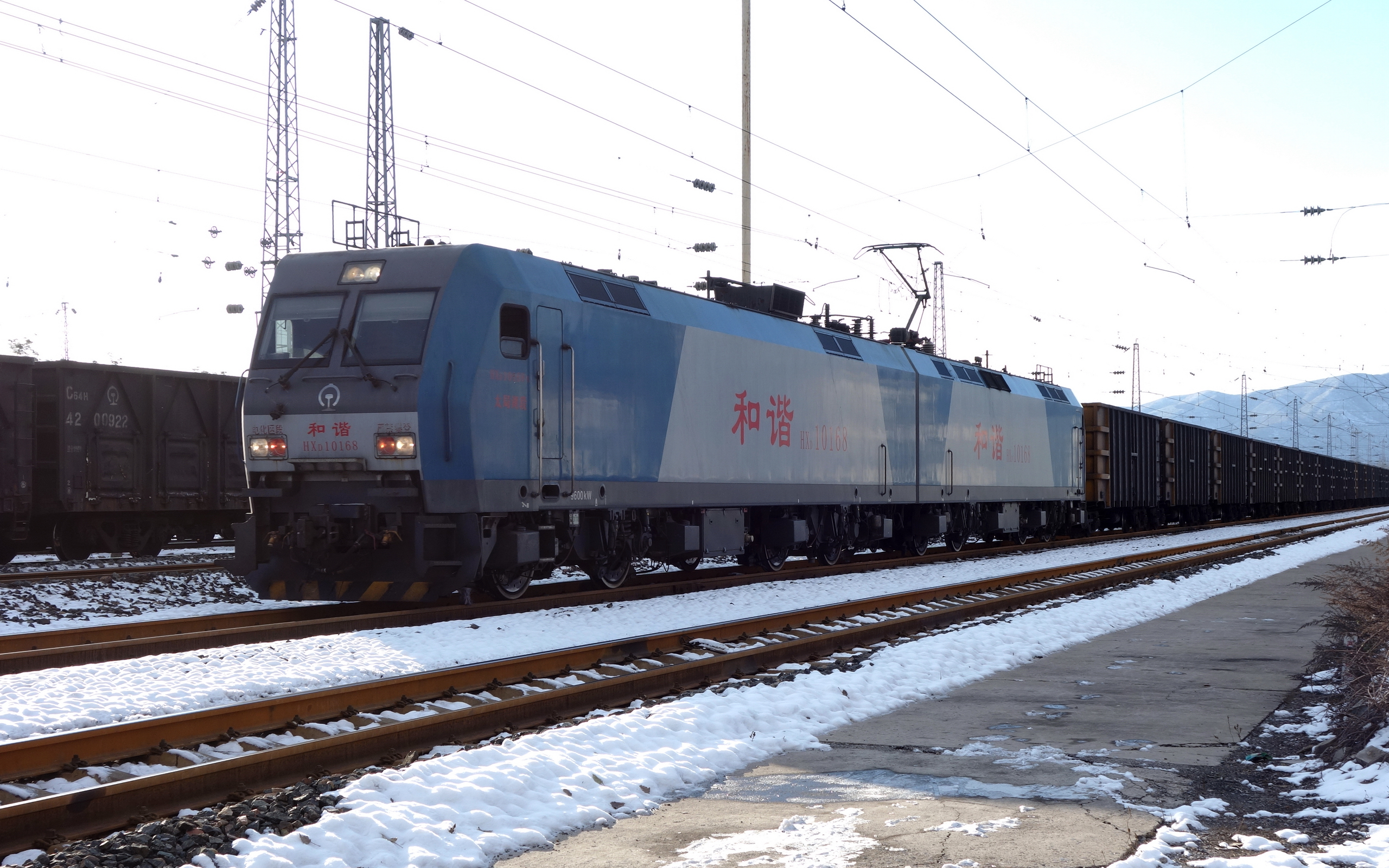
HXD1 0168号电力机车牵引货运列车通过大秦铁路茶坞车站
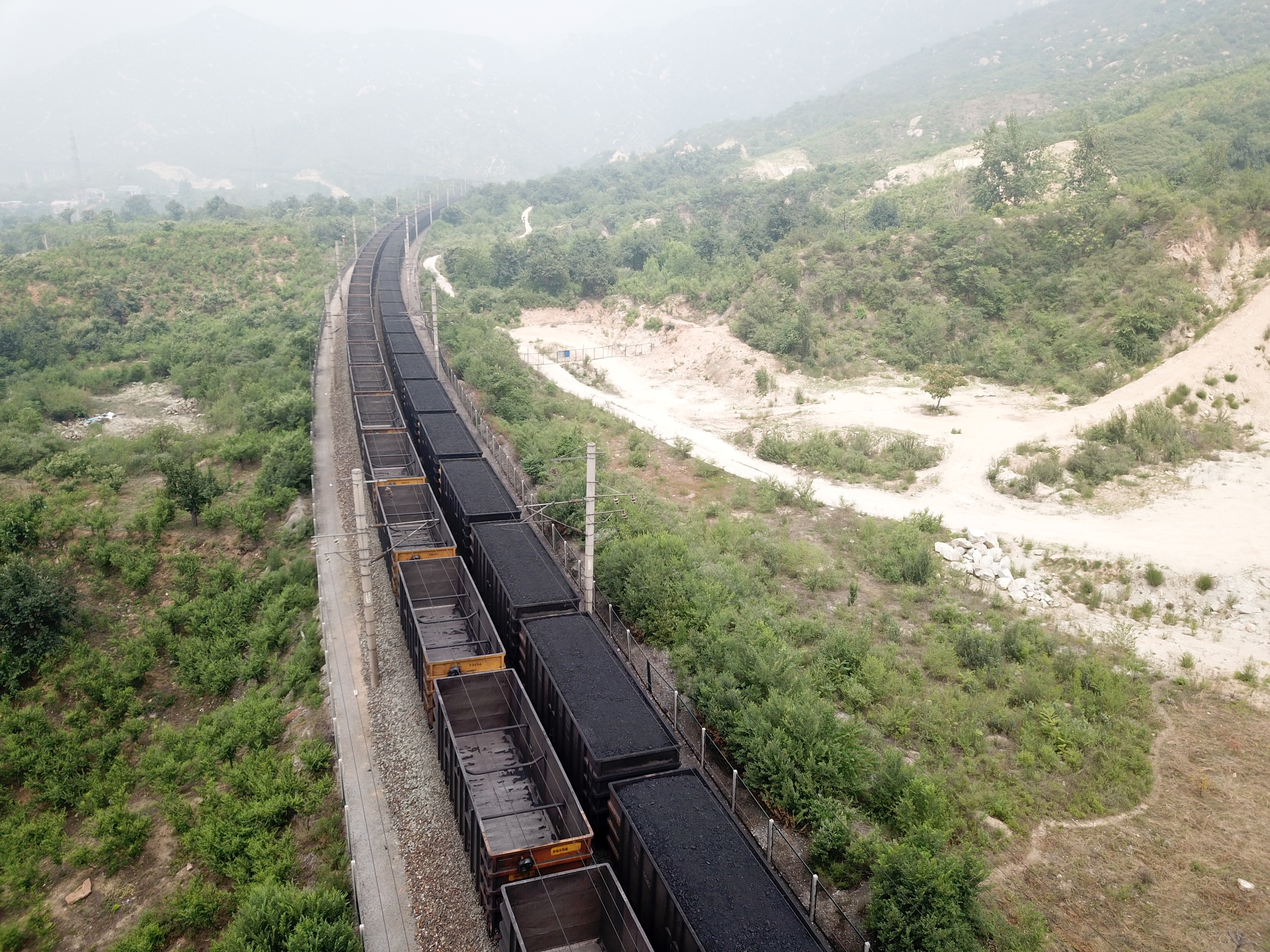
大秦铁路下莊站附近交汇的重载列车
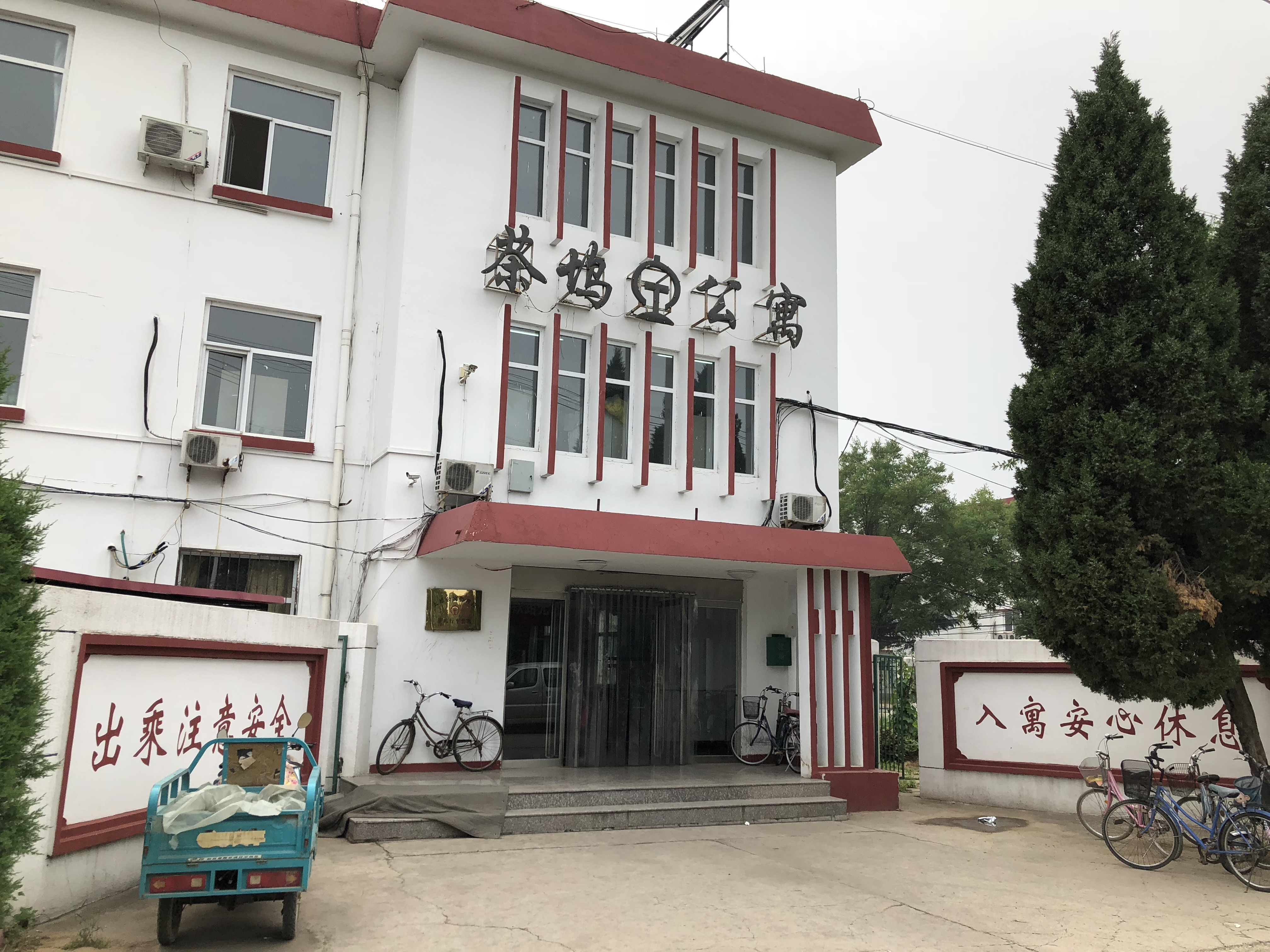
大秦铁路茶坞站司机公寓
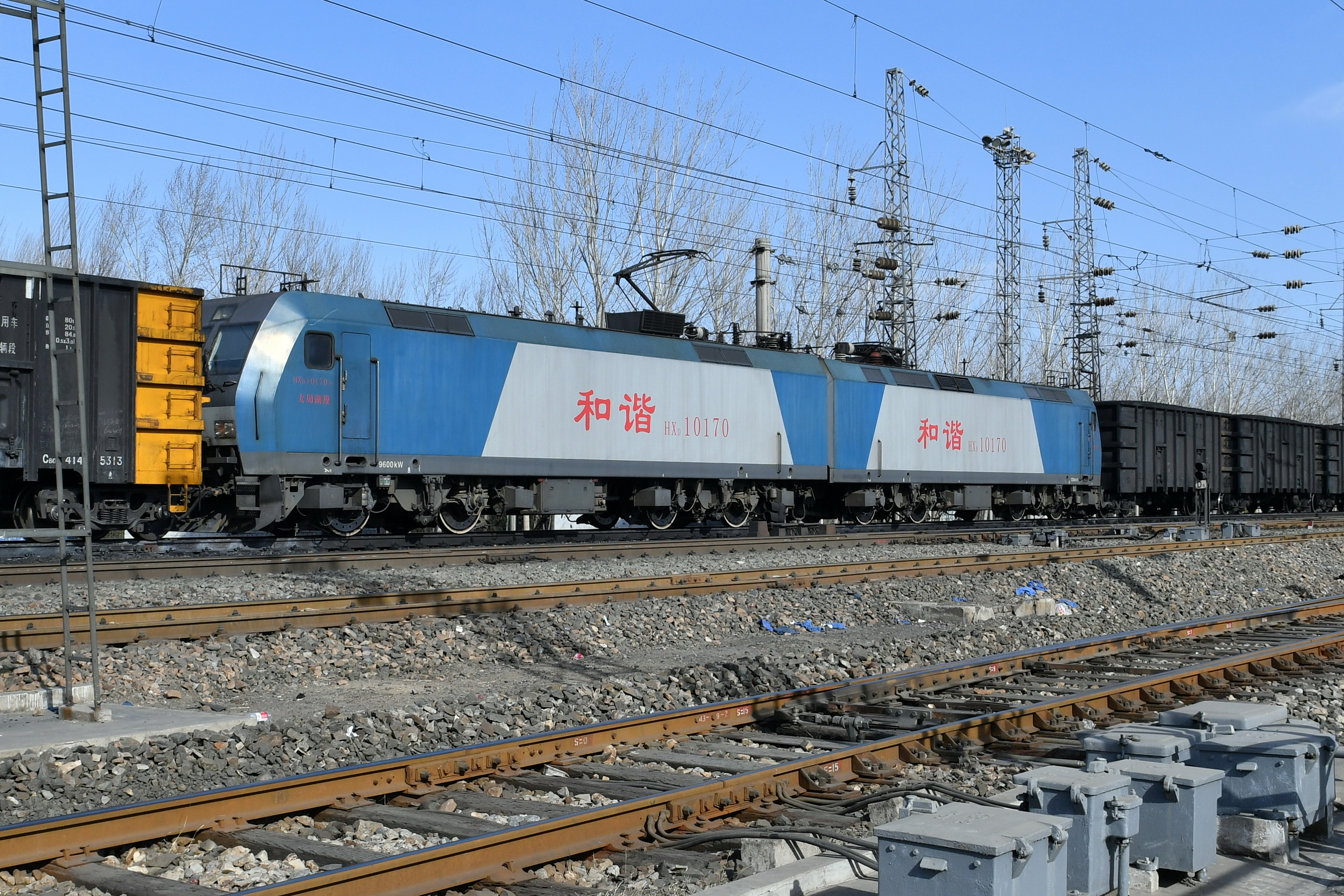
在重载列车中部担任补机的电力机车
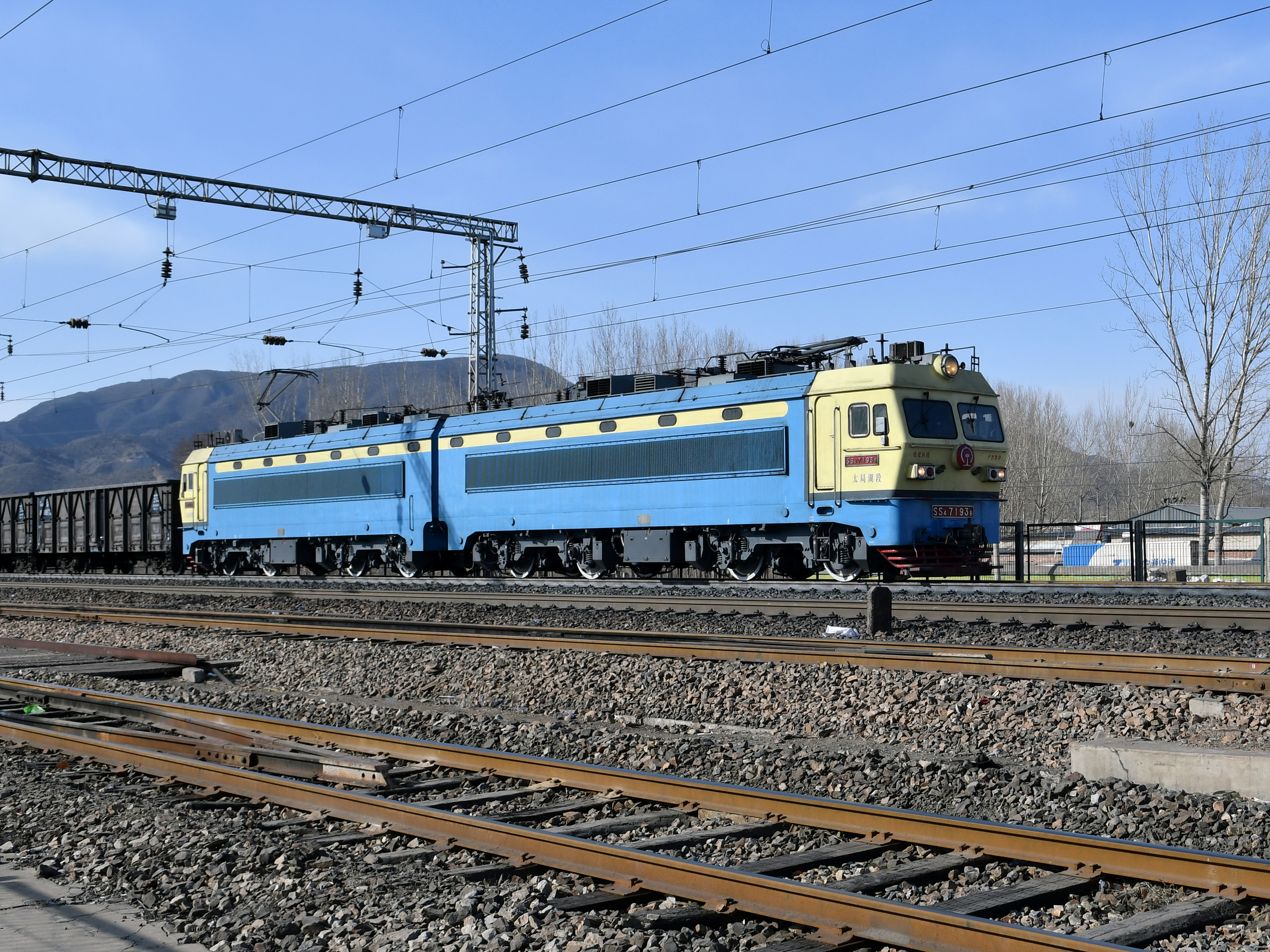
韶山4型电力机车牵引货列